# Auguste Chupin
Pour les articles homonymes, voir Chupin.
Auguste Chupin est un homme politique français né le 29 septembre 1919 à Chemillé (Maine-et-Loire) et décédé le 9 mars 2007 à Savennières (Maine-et-Loire), pharmacien de profession.
Anny Chupin était son épouse. 

## Mandats

### Mandats nationaux
- 22/09/1974 - 24/09/1983 : Sénateur de Maine-et-Loire
- 25/09/1983 - 01/10/1992 : Sénateur de Maine-et-Loire
- (Ne se représente pas).

### Mandats locaux
- Conseiller municipal d'Angers de 1953 à 1977, premier adjoint de 1965 à 1977
- Conseiller général du canton d'Angers-Sud de 1961 à 1979
- Conseiller régional des Pays de la Loire